# Choeromorpha violaceicornis
Choeromorpha violaceicornis là một loài bọ cánh cứng trong họ Cerambycidae.